# Matheus Magalhães
Matheus Lima Magalhães (Belo Horizonte, 19 de julho de 1992), mais conhecido como Matheus Magalhaes, é um futebolista brasileiro que atua como goleiro. Atualmente joga no Estrela Vermelha.
É irmão do meia Moisés, que atuou pelo América Mineiro.

## Carreira

### América Mineiro
Revelado nas categorias de base do América Mineiro, Matheus chamou a atenção do público quando da conquista do Campeonato Brasileiro de Futebol Sub-20 de 2011, tendo sido considerado o melhor goleiro e craque da competição, chegou ao profissional  na temporada de 2011, durante a disputa do Campeonato Brasileiro de Futebol de 2012 - Série B.
Ágil, firme e com excelente saída de bola Matheus tem se destacado e despertado a cobiça de vários clubes brasileiros e europeus.

### Braga

#### 2014-15
Em junho de 2014 se transferiu para o Braga em um contrato válido por 5 temporadas, Matheus fez sua estreia apenas na 6ª rodada do Campeonato Português 14/15, na ocasião, o seu time venceu o Rio Ave por 3-0.[carece de fontes?] Apesar disso, o brasileiro devia ter estreado na primeira rodada do campeonato, mas não pôde ser relacionado, pois o acordo com seu ex-time só permitia que o goleiro atuasse assim que fosse pago 100% do valor ao time mineiro.
O jogador esteve presente em 23 dos 34 jogos do Braga na Liga Portuguesa, e garantiu ao Braga a 4ª colocação no campeonato. Assim, os minhotos garantiram vaga para Fase de Grupos da Liga Europa de 2015–16.[carece de fontes?]
Ele viu do banco o clube ser o vice-campeão da Taça de Portugal de 2014-15, quando o clube perdeu para o Sporting CP nos pênaltis. Coincidentemente, os marcadores do Braga no tempo normal, isto é Rafa Silva e Éder, erraram seus pênaltis no momento das cobranças.  Magalhães também não participou de nenhum jogo da Allianz Cup, e contemplou a eliminação do time sem ser relacionado para nenhuma partida.[carece de fontes?]
O brasileiro concluiu a época com 29 gols sofridos em 29 jogos, tendo 9 clean sheets.[carece de fontes?]

#### 2015-16
Sua segunda temporada na Europa foi muito irregular, perdeu muitos jogos da Primeira Liga 2015-16, pois o goleiro russo Stanislav Kritsyuk, que havia sido o reserva do brasileiro uma temporada antes, conseguiu a titularidade da primeira até a décima oitava rodada da Liga. Apesar disso, o sul-americano permaneceu guardando as redes do clube pela Europa League, sua primeira na carreira, mas teve o desgosto de ser eliminado nas quartas de final pelo Shakhtar Donetsk.
Matheus voltou a atuar pela Liga no dia 24 de janeiro de 2016, contra o Rio Ave, pois o guarda-redes russo havia sido emprestado ao Lokomotiv Moscovo. Apesar de ter levado apenas 1 gol na vitória por 5-1, o brasileiro voltou ao banco na rodada seguinte, sendo substituído por Marafona, vindo do Paços de Ferreira.
O brasileiro atuou por todos os jogos da Taça de Portugal, e ajudou o time a ir para a final, entretanto, apareceu como suplente na final, trocado por Marafona, e viu seu time ser campeão, derrotando o Porto nos pênaltis.
Pela Allianz Cup, Matheus levou o time até a semi-final, mas foi eliminado pelo Benfica, o segundo gol do time encarnado é encarado como falha do goleiro brasileiro.[carece de fontes?]
No fim da temporada, Matheus terminou com 25 jogos, 27 gols sofridos e 11 clean sheets.[carece de fontes?]

#### 2016-17
Novamente Matheus sofreu sem jogar muitos jogos. Pela Primeira Liga de 2016-17, o brasileiro teve apenas 6 jogos onde levou 8 gols e manteve a meta limpa apenas 1 vez.[carece de fontes?]
Pela Taça da Liga de 2016-17, o jogador conseguiu levar o time para a final, jogando todos os jogos. Todavia, o seu time perdeu o jogo decisivo, por 1-0, diante do Moreirense. Era o segundo vice-campeonato do Braga na época, pois haviam perdido a final da Supertaça Cândido de Oliveira para o Benfica no início da temporada. Matheus não jogou nessa competição, bem como não esteve presente em nenhum jogo da Taça de Portugal de 2016-17,[carece de fontes?] onde o Braga foi eliminado nas oitavas para o Covilhã.
Magalhães foi titular em 4 dos seis jogos do Braga na Fase de Grupos da Europa League de 2016-17, mas seu time foi eliminado antes da fase eliminatória.
Ao fim da temporada, Matheus terminou com 15 jogos, 16 gols sofridos e 4 clean sheets.[carece de fontes?]

#### 2017-18
Matheus voltou a ganhar a titularidade do Braga na temporada 2017-18. Pela Liga Portuguesa de 2017-18, o brasileiro foi utilizado de titular em todos os 34 jogos. levando 29 gols e fazendo 14 clean sheets. Sua ajuda foi essencial para o time conseguir a 4ª colocação e obter vaga à 3ª Pré-Eliminatória da Liga Europa de 2018–19[carece de fontes?]
Pela Taça de Portugal e pela Allianz Cup, o jogador fez apenas 3 jogos ao todo. E seu time foi eliminado em ambas as competições.[carece de fontes?]
Como o Braga ficou em 5º colocado na Liga da temporada anterior, Matheus teve de disputar a 3ª Pré-Eliminatória da Liga Europa de 2017–18, o brasileiro não conseguiu nenhum clean sheet,[carece de fontes?] mas contribuiu em todos os jogos com sua titularidade e, no fim dos 4 jogos, conseguiu que os portugueses se direcionassem à Fase de Grupos da Europa League de 2017-18.
Pela Europa League, o time conseguiu se classificar à Fase intermédia, mas foram eliminados pelo OM.
No fim da época, Matheus fez 49 jogos, sofreu 49 gols e teve 15 cleans sheets.[carece de fontes?]

#### 2018-19
O começo de temporada 2018-19 foi dramática para o goleiro brasileiro. Pois, em um treino em setembro, o jogador lesionou-se e teve de parar por 6 meses. O guarda-redes já tinha estreado pela Pré-Eliminatória da Liga Europa, e viu de campo o time ser eliminado pelo Zorya Lugansk. Seu último jogo antes da lesão, e também foi seu último da temporada, foi contra o CD Alves, válido pela 3ª rodada da Primeira Liga de 2018-19, o time de Matheus venceu por 3-1.
Na temporada, Matheus jogou 5 partidas e sofreu 9 gols.[carece de fontes?]

#### 2019-20
Recuperado de lesão, o jogador esteve presente em quase todo os jogos do Braga naquela temporada. Com exceção da Taça de Portugal. Lá, o clube foi eliminado diante o Benfica pelas quartas de final.[carece de fontes?]
Pela Liga NOS de 2019-20, o jogador receberia a braçadeira de capitão duas vezes. A primeira vez aconteceu em jogo válido pela 22ª rodada da Liga, contra o Vitória, o time venceu por 3-1 com Matheus sendo o líder em campo. A última vez foi pela 30ª rodada, contra o CD Alves, com o Braga vencendo por 4-0. O Braga ficou em 4º colocado e ganhou vaga para Fase de Grupos da Liga Europa de 2020–21.[carece de fontes?]
O jogador viria a vencer a Allianz Cup. O Braga encontrou com o Porto na final e o derrotou por 1-0, com Matheus sendo titular em 4 dos 5 jogos do time na competição.[carece de fontes?]
Jogando a Europa League, o brasileiro esteve presente nas partidas de Play-offs, fase de grupos e 16 avos de final. Todavia, novamente o clube seria eliminado antes das oitavas de final.
Na temporada, Matheus terminou com 41 jogos, 49 gols sofridos e 9 clean sheets.[carece de fontes?]

#### 2020-21
A temporada de 2020-21 reservaria duas finais para o jogador brasileiro. A primeira seria pela pela Allianz Cup de 2020-21, quando o Braga enfrentou o Sporting CP e saiu derrotado por 1-0. A segunda final seria pela Taça de Portugal, quando o Braga enfrentou o Benfica e o venceu por 2-0.
Os bons resultados em copas não refletiram na Liga Portuguesa de 2020-21, já que o time novamente ganhou uma vaga à Fase de Grupos da Liga Europa de 2021–22, após ficar em 4º lugar na tabela.[carece de fontes?]
Pela Liga Europa da UEFA de 2020-21, o clube foi eliminado pela Roma nos 16 avos de final. Matheus viria a ser titular somente no jogo de ida,[carece de fontes?] na derrota por 2-0.
Naquela temporada, Matheus atuou por 45 partidas, levando 52 gols e fazendo 11 clean sheets.[carece de fontes?]

#### 2021-22
Pela Supertaça Cândido de Oliveira, o Braga iniciou a temporada sendo derrotado pelo Sporting. Apesar de ter saído na frente do placar, o time de Lisboa conseguiu a virada e sagrou-se campeão por 2-1. Essa foi a primeira partida de Matheus como titular pela competição.
Pela Liga BWIN, o jogador voltou a ser capitão do time de Braga na rodada 3, quando venceram o Moreirense por 3-2. O jogador esteve em campo por 32 vezes, levando 28 gols e fazendo 15 clean sheets. O clube conseguiu a 4ª colocação na Liga e recebeu vaga Fase de Grupos da Liga Europa de 2022–23.[carece de fontes?]
Pela Europa League, o jogador esteve presente no elenco que conseguiu passar das oitavas de final, ao derrotarem o Mônaco. Apesar disso, a eliminação viria na fase seguinte, quando, na prorrogação, o escocês Rangers eliminaria o clube português.
Matheus não fora relacionado para os jogos da Allianz Cup de 2021-22. Seu clube foi eliminado ainda na fase de grupos. O brasileiro esteve presente em somente 1 dos 3 jogos do Braga na Taça de Portugal, e foi justamente na partida em que eles foram eliminados pelo Vizela, jogo válido pelas oitavas de final.
No dia 21 de abril de 2022, o guarda-redes anunciou que renovaria seu contrato com o time português até 2027.
Matheus terminou a temporada com 45 jogos, 43 gols levados e 19 clean sheets.[carece de fontes?]

#### 2022-23
A temporada de 2022-23 começou com uma boa sequência para o Braga, o clube ficou os 7 primeiros jogos sem perder na Liga BWIN 2022-23, e terminou o ano de 2022 com apenas 3 derrotas na temporada.[carece de fontes?] No final do mesmo ano, o brasileiro recebeu o prêmio de Melhor Jogador do Braga pela suas ótimas atuações no ano de 2022.
Na sequência de 2023, Matheus conseguiu ajudar em uma boa colocação do Braga. O time não venceu apenas 5 jogos no ano, e o time garantiu a 3ª colocação no Campeonato Português, tendo vaga aos play-offs da Liga dos Campeões da UEFA de 2023–24. Ele ficou 16 jogos sem sofrer gols, mas levou 28 nas partidas que conseguiu ser superado.
Pela Europa League, o time português não conseguiu se classificar para a fase eliminatória, pois ficaram em 3º colocado. Com isso, o time de Matheus assegurou vaga à Fase preliminar da fase eliminatória da Liga Conferência Europa da UEFA de 2022–23. É a primeira vez que o brasileiro joga esta competição. Ainda com a sua saída da competição, foi nessa temporada que o goleiro sagrou-se o brasileiro com mais jogos na Liga Europa da UEFA.
Nos jogos de Ida da Conference League, Matheus levou 4 gols contra a Fiorentina. Ele não jogou o jogo de volta, mas seu time voltou a perder, dessa vez pelo placar de 3-2. O clube português terminou eliminado após essas derrotas.
O guarda-redes esteve presente em 2 jogos da Allianz Cup de 2022-23, no primeiro, válido pelo grupo D, o brasileiro garantiu a vitória por 1-0 de seu time diante o Casa Pia. Matheus não jogou a partida seguinte, mas esteve em campo contra o Sporting, nas quartas de final, mas o Braga foi eliminado após uma goleada de 5-0.
Quando atuou pela Taça de Portugal daquela temporada, o jogador ficou de fora dos dois primeiros jogos de seu time. Ele só estreou na competição no terceiro jogo, contra o Vitória. Na partida seguinte, como capitão, o brasileiro contribuiu na vitória do Braga contra o Benfica defendendo um pênalti de Fredrik Aursnes na disputa por pênaltis após empate em 1-1 no tempo normal. O time dele conseguiu se classificar após ganhar dos encarnados por 6-5 nas penalidades. O clube seguiu se classificando até chegar à final contra o Porto. Todavia, o time azul conseguiu sobressair Matheus fazendo 2 gols e acabaram por levantar o troféu da competição. Após onze anos de ligação, o goleiro deixou o clube. Pelo Braga, foram 372 jogos, tendo conquistado duas Taças de Portugal e duas Taças da Liga.

### Estrela Vermelha
No dia 25 de junho de 2025, Matheus foi anunciado como novo reforço do Estrela Vermelha.

## Títulos
América Mineiro Sub-20
- Campeonato Brasileiro Sub-20: 2011

Braga
- Taça de Portugal: 2015–16, 2020–21
- Taça da Liga: 2019–20, 2023–24